# NGC 2899
NGC 2899 је планетарна маглина у сазвежђу Једра која се налази на NGC листи објеката дубоког неба.
Деклинација објекта је - 56° 6' 20" а ректасцензија 9h 27m 3,0s. Привидна величина (магнитуда) објекта NGC 2899 износи 11,8 а фотографска магнитуда 12,2. NGC 2899 је још познат и под ознакама PK 277-3.1, ESO 166-PN13.